# 北川優希恵
北川 優希恵（きたがわ ゆきえ、1986年4月3日 - ）は、日本のタレント。ルノンプロモーションに所属していた。

## 出演
脚注の無いデータは、ルノンプロモーション公式サイトに掲載されていたプロフィールからの参考。

### パンフレット
- キャメッセボード（2000年、NTTドコモ）

### CM
- ASAYAN ボーカルオーディションマイク（2000年、トミー）[注 1]
- XIAO・BE（2001年、トミー）[注 2]
- サッポロ一番 カップスター（2001年、サンヨー食品）
- ファミリー パワージェル「つめかえ用新発売 調理実習」篇（2001年、花王）[4]
- パパママドコモ（2002年、NTTドコモ北陸）

### 書籍
- Lサイズミニバン購入ガイド（2006年、ニューズ出版） - モデル